# Второй триумвират

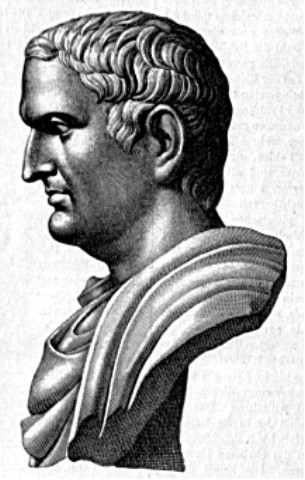
Марк Антоний, один из участников триумвирата

Триумвира́т в Древнем Риме — коллегия трёх магистратов (от лат. vir — муж), уполномоченных высшим законодательным органом государства.
В период классической Республики триумвирами обычно назначались сенаторы, направляемые на завоёванные территории для выведения (основания) римских колоний. А в период кризиса Римской республики государственная власть дважды переходила от сената и магистратов к тройке людей (где каждый раз третий участник был слабее двух основных соперников), которых, согласно позднеантичной традиции, также стали именовать триумвирами.
В октябре 43 г. до н. э. Марк Антоний, Октавиан и Марк Эмилий Лепид, объединившиеся против убийц Юлия Цезаря — Марка Юния Брута и Гая Кассия Лонгина, сопровождаемые войсками, встретились на реке Рено близ города Бононии в Северной Италии и заключили соглашение, известное под названием второго триумвирата.
Этот союз просуществовал с 43 по 36 г. (формально до 31 до н. э.), и был, в отличие от первого триумвирата, утверждён комициями, и триумвиры получили чрезвычайные полномочия «для устройства государственных дел». Таким образом, второй триумвират был не просто соглашением частных лиц (как первый), а публично-правовым органом (обычно его относят к экстраординарным магистратурам). Свою власть триумвиры использовали для распределения между собой провинций и организации проскрипций против политических противников.
После битвы при Филиппах (42 г. до н. э.) Лепид получил при разделе провинций только Африку, а в 36 г. до н. э., после победы Октавиана над Секстом Помпеем был совершенно отстранён от государственных дел.
Распался союз в результате противоречий между триумвирами, главным образом между Октавианом и Марком Антонием, что привело в 31 г. до н. э. к новой кровопролитной гражданской войне. В сражении у мыса Акций 2 сентября 31 г. до н. э. полководец Октавиана Агриппа нанёс Антонию решающее поражение. В 30 г. до н. э., после самоубийства Антония и его последней супруги, египетской царицы Клеопатры VII, Октавиан остался единоличным повелителем Римской империи.